# Justus de Harduwijn

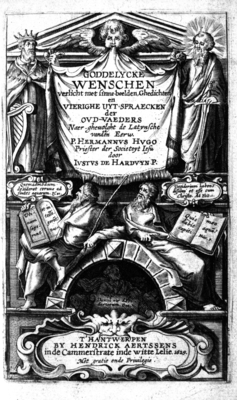
Harduwijns főművének, a Goddelycke wenschen 1629-es kiadásának borítója

Justus de Harduwijn (Gent, 1582. április 11. –  Oudegem, Dendermonde közelében, 1636. június 21.) németalföldi költő és lelkipásztor, a 17. század és a holland aranykor egyik legolvasottabb költője.
Harduwijn születésekor Németalföld politikai és vallási rendszere jelentősen átalakult. Születése után a várost elfoglalták II. Fülöp spanyol király katonái, majd Gent protestáns lakosai felkeltek a katolikus spanyolok ellen, akik a felkelés leverése után rendkívül szigorú intézkedéseket vezettek be.
Harduwijn olyan jelentős és megbecsült katolikus családba született, amely a felkelés idején is hű maradt a spanyol koronához és Rómához. Apja François de Harduwijn (? - 1609), anyja Livina Tayaert. Apja tagja volt a Flamand Tanácsnak (Raad van Vlaanderen) és egy könyvkötő műhelyt üzemeltetett Gentben. Latinul és franciául írt verseket, és fiába is belenevelte a nyelvek és a szépirodalom szeretetét. Harduwijn költészetére hatott nagybátyja, a humanista Maximiliaan de Vriendt (? - 1614) is, aki szintén latin nyelvű verseket írt.
Tanulmányait a genti jezsuita kollégiumban folytatta, ahol Simon van de Kerckhove schola litterariájának tanulója volt. 1600-tól a Leuveni Katolikus Egyetemen jogot és teológiát hallgatott, Justus Lipsius felügyeletével. 1607. április 11-én Gentben pappá szentelték és a mecheleni érsekség területéhez tartozó Mespelaere és Oudegem papjának nevezték ki. Lelkészi tevékenységéről semmilyen információ nem maradt fenn, csakúgy mint életkörülményeiről és hétköznapjairól. Nemesi származása és kora neves személyiségeivel fenntartott élénk levelezése ellenére, rendkívül visszahúzódó életet élt, aminek okairól ma már csak találgatni lehet.
1613-ban „De weerliicke liefden tot Roosemond” címmel meglehetősen pikáns versek gyűjteményét publikálta, amelyeket még leuveni tanulmányai alatt írt. A kötetet Guillam Caudron jelentette meg, aki hogy megkímélje a szerzőt (aki addigra felszentelt pap volt), álnéven jelentette meg a kötetet. Ma már csak egyetlen példány létezik az eredeti kiadásból, amelyet a Genti Egyetem könyvtárában őriznek (leltári száma G 8342).
1620-ban kiadott művei már vallásos tárgyúak voltak: Goddelicke Lof-Sanghen, Val ende Opstand és Seven leed-tuygende Psalmen. Főműve Herman Hugos „Pia desidera” című könyvének holland nyelvű fordítása, amely eredetileg a 17. században íródott latin nyelvű meditáció.
Művei elsősorban az északi, protestáns tartományokban és a később független Egyesült Holland Tartományokban voltak népszerűek. Még életében a 17. századi németalföldi aranykor egyik legnépszerűbb költője lett.